# Fiat 500 (2007)
Nový Fiat 500 byl představen u příležitosti 50. výročí zahájení výroby původního typu 500, pro odlišení bývá někdy označován jako Nuova 500 (česky nová 500). Fiat dříve vyráběl také model Cinquecento, což je italský výraz pro 500.
Fiat 500 vychází z konceptu Trepiuno, představeného v roce 2004 na autosalonu v Ženevě. Po stránce vzhledu se od něj téměř neliší. Cílem bylo vytvořit retro automobil ve stylu nového MINI a Volkswagen New Beetle, avšak menší velikosti a s nižší pořizovací cenou. Automobil sdílí platformu s Fiatem Panda a druhou generací Fordu Ka. Všechny jmenované modely se vyrábí/budou vyrábět v polském závodě v Tychách. K dispozici je i sportovní verze Abarth. Od roku 2010 je k dispozici verze kabrio, která se prodává pod názvem Fiat 500C.
V televizní reklamě na tento automobil zazněla skladba skupiny Dead Sara – Weatherman. V několika reklamních kampaních se objevila herečka a zpěvačka Jennifer Lopez. Fiat 500C je možné vidět v jejím hudebním klipu k písni Papi z alba Love?, dále natočila reklamní spot na Fiat 500C odehrávající se v jejím rodném Bronxu, kde byla zastoupená dublérkou. V pozadí zní její píseň Until It Beats No More. Další reklama je na Fiat 500C v edici Gucci.
| Model                 | 0.9 TwinAir      | 1.0 GSE         | 1.2 8V           | 1.4 16V          | 1.3 MultiJet     |
| --------------------- | ---------------- | --------------- | ---------------- | ---------------- | ---------------- |
| Uspořádání válců      | 2                | 3               | 4 v řadě         | 4 v řadě         | 4 v řadě         |
| Druh motoru           | benzínový        | benzínový       | benzínový        | benzínový        | turbodiesel      |
| Objem (cm³)           | 875              | 999             | 1 242            | 1 368            | 1 248            |
| Výkon (kW)            | 63 při 5500 ot.  | 51 při 6000 ot. | 51 při 5500 ot.  | 74 při 6000 ot.  | 55 při 4000 ot.  |
| Kroutící moment (Nm)  | 145 při 1900 ot. | 92 při 3500 ot. | 102 při 3000 ot. | 131 při 4250 ot. | 145 při 1500 ot. |
| Nejvyšší rychlost     | 173 km/h         | 167 km/h        | 160 km/h         | 182 km/h         | 165 km/h         |
| Zrychlení 0–100 km/h  | 11 s             | 13,8 s          | 12,9 s           | 10,5 s           | 12,5 s           |
| Kombinovaná spotřeba  | 4,1 l/100 km     | 4,1 l/100 km    | 5,1 l/100 km     | 6,3 l/100 km     | 4,2 l/100 km     |
| Emise CO2             | 95 g/km          | 93 g/km         | 119 g/km         | 149 g/km         | 111 g/km         |
| Pohotovostní hmotnost | 865 kg           | 1055 kg         | 940 kg           | 1005 kg          | 1055 kg          |